# Pithecheir parvus
Pithecheir parvus là một loài động vật có vú trong họ Chuột, bộ Gặm nhấm. Loài này được Kloss mô tả năm 1916.